# Corporación Nacional de Vexilología de Chile
La Corporación Nacional de Vexilología de Chile (Conavex) es una organización sin fines de lucro dedicada al estudio y desarrollo de la vexilología, cuyo ámbito de actuación principal es Chile, pero también cuenta con participación en otros países de América del Sur.

## Misión
La misión de la Corporación Nacional de Vexilología de Chile es fomentar el conocimiento en vexilología y vexilografía, fomentando su desarrollo científico a través del estudio y promoción del conocimiento de las banderas, pendones, estandartes, escudos, así como también cualquier otra insignia, a través del desarrollo informativo y cultural de la sociedad, generando espacios que permitan cumplir con el derecho de educación de la ciudadanía, elevar el nivel de conocimientos e identidad de la comunidad, fortaleciendo y ampliando así la capacidad crítica, de representación y propositiva esencial en todo grupo humano organizado.

## Historia

### Antecedentes
Los orígenes de la Corporación Nacional de Vexilología de Chile se remontan a inicios de 2016, cuando uno de los miembros fundadores, Cristóbal Barra Cisterna, tuvo la idea de reunir a todos los aficionados a la vexilología a lo largo de Chile, tras la concepción de esta idea, el día 5 de enero de 2016, nació la página de Facebook «Vexilología Chile»; esta tenía publicaciones periódicas sobre algunas reseñas históricas sobre las banderas nacionales además de algunos vídeos que relataban la historia de la Bandera Chilena, a partir de esto comenzaron a llegar los primeros seguidores de esta página, no provenían únicamente de Chile, sino de diversos rincones del mundo. Steffan Giadach Axt, profesor de Historia, comenzó a colaborar con Barra y se fraguó la iniciativa de establecer una asociación vexilológica en Chile.
Una de las primeras acciones en este periodo fue el establecimiento del diseño oficial de la bandera que representaría a la futura Conavex, dando lugar el 8 de septiembre de 2016 a la adopción de la bandera que identificaría al movimiento vexilológico en Chile, diseñada por Cristóbal Barra, reúne una abstracción circular del Escudo de Armas de la República de Chile y junto al símbolo internacional que identifica a la vexilología como lo es el nudo plano el cual cuenta con los colores de la bandera chilena, juntándose y así crear un símbolo que identifique a este movimiento tanto a nivel nacional como entre sus pares en el extranjero, la proporción de esta bandera es de 2:3 y los colores están adaptados a la escala Pantone Solid Coated, siendo el rojo 485C y el azul 286C.

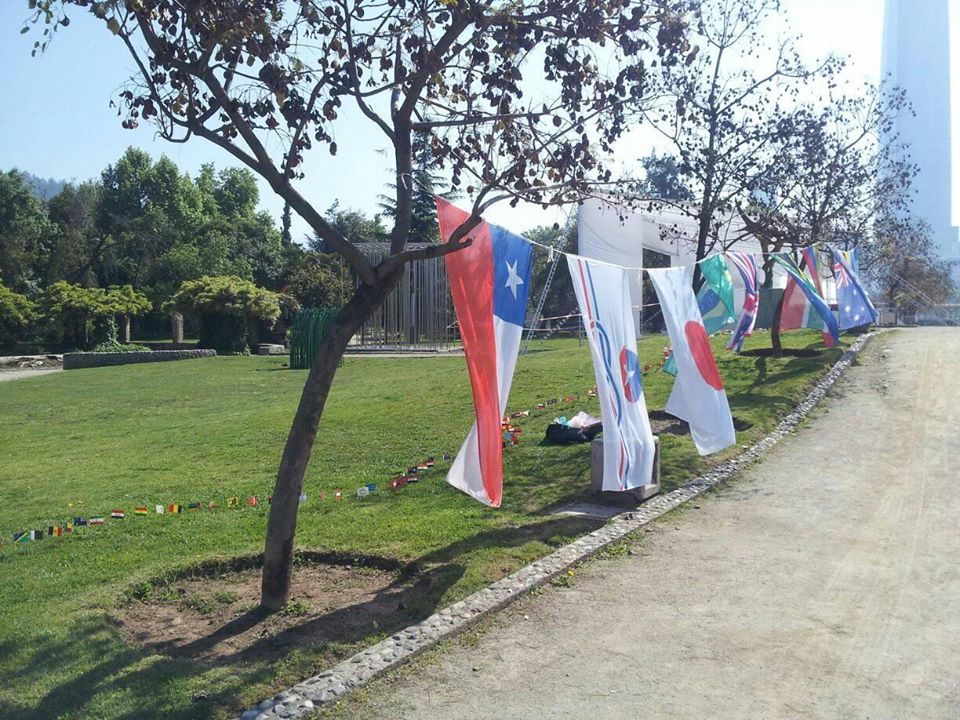
«Banderazo» realizado por Conavex en octubre de 2017.

La primera reunión entre Barra y Giadach tuvo lugar a finales de enero de 2017; en esta reunión se sentaron las bases a modo de manifiesto de la formación oficial de la Corporación Nacional de Vexilología de Chile, además del estreno de la bandera con el emblema oficial de la futura Conavex. Ese año iba a ser especial para la vexilología en Chile dado que el 18 de octubre se celebraría el Bicentenario de la Bandera Chilena con su diseño actual (1817-2017), el cual fue celebrado en el primer «Banderazo», intervención urbana en algún parque con el fin de acercar la vexilología a la gente, como un humilde homenaje al bicentenario de la «Estrella Solitaria».

### Fundación

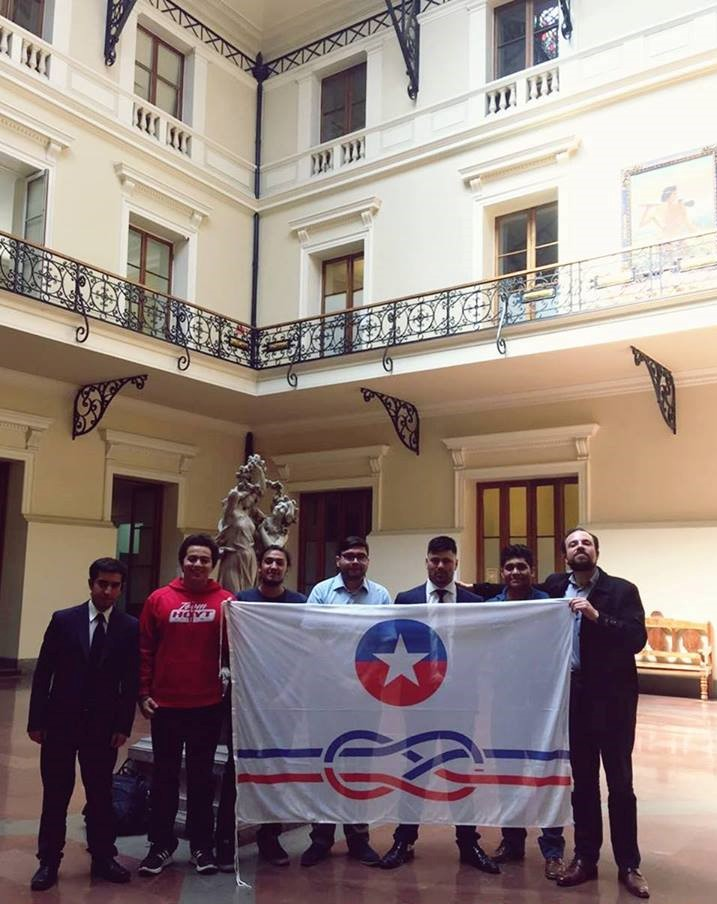
Fundadores de Conavex en la Municipalidad de Santiago, 3 de noviembre de 2017.

El 3 de noviembre de 2017, tras una llamada a través de las redes sociales convocando a los miembros que fundarían la Corporación Nacional de Vexilología de Chile (Conavex), esta se firma y funda oficialmente ante la Municipalidad de Santiago, siendo su personalidad jurídica aprobada el 8 de diciembre de 2017.
El 19 de julio de 2019, durante el XXVIII Congreso Internacional de Vexilología, desarrollado en San Antonio (Estados Unidos), se aprobó su ingreso como 73° miembro de la Federación Internacional de Asociaciones Vexilológicas.
La corporación ha participado de actividades de difusión cultural, como por ejemplo el Día del Patrimonio en Casa, llevado a cabo el 31 de mayo de 2020 en donde se realizó un conversatorio virtual sobre vexilología.
La Conavex se encuentra en el proceso de desarrollo de la publicación de una revista de divulgación la cual está programada para el primer trimestre de 2020.

## Organización
Conavex es encabezada por su directorio quien administra tanto las actividades como el patrimonio de la corporación, la cual está compuesta por el Presidente, el Secretario y el Tesorero, el periodo del directorio en funciones será de dos años, el cual tiene la posibilidad de renovarse para dos periodos sucesivos.

## Membresía
La Conavex tiene dos clases de miembros, activos y honorarios:
- Miembro Activo: Es la persona natural mayor de 18 años, que tenga la plenitud de los derechos y obligaciones que se establecen en estos estatutos.
- Miembro Honorario: Es la persona natural o jurídica que, por su actuación destacada al servicio de los intereses de la Asociación o de los objetivos que ella persigue, haya obtenido esa distinción, en virtud de un acuerdo de la Asamblea General, aceptada por el interesado. Aquella persona no tendrá obligación alguna para con la Asociación y sólo tendrá derecho a voz en las Asambleas Generales, a ser informado periódicamente de la marcha de la Institución y a asistir a los actos públicos de ella. Las personas jurídicas harán uso de sus derechos, por intermedio de su representante legal, o apoderado.